# Петля (роман)
«Петля» (яп. ループ, Rūpu) — роман Кодзі Судзукі, третій в серії Дзвінок. Має власний сюжет, лише тематично посилаючись на попередні частини. Історія обертається навколо імітованої реальності, яка виглядає точно так само, як і реальність планети Земля, і відома як Петля: створеа для імітації виникнення та еволюції життя. Саме в цьому альтернативному всесвіті відбувалися події попередніх романів — Дзвінок та Спіраль. Вийшов 31 січня 1998 року, у день виходу екранизації першого роману.

## Сюжет
Події роману відбуваються у майбутньому. Світ захоплений епідемією вірусу метастазного раку. Каору Футамі вирушає у подорож американською пустелею, з метою знайти ліки від вірусу та врятувати свою кохану Рейко. Він дізнається про проект «Петля» — створений вченими віртуальний світ (в якому відбувалися події попередніх романів серії). Каору з'ясовує, що він є клоном людини з Петлі — Рюдзі Такаямі. Разом з Рюдзі до реального світу з Петлі потрапляє RING-вірус, мутований в вірус метастазного раку. У підземній лабораторії Каору знайомиться з вченим, який пропонує Каору повернутися в Петлю і дістати там вакцину. Щоб врятувати світ, Каору погоджується. В Петлі він народжується у Садако Ямамури. Знайшовши вакцину, він дивиться в небо і залишає послання для Рейко, в якому говорить, що любить її. 

## Реакція
Роман отримав переважно негативну реакцію критиків та читачів. Його сварили за відсутність складової трилеру, затянутий розвиток подій та слабкий зв'язок з попередніми романами серії.

## Екранізація
«Я би дуже хотів, щоб після фільмів "Дзвінок" і "Дзвінок-2" зняли фільм за романом "Дзвінок-3", — зізнається Судзукі, — і закінчили трилогію. Прекрасно, що всі три книги перекладені і доступні більшої читацької аудиторії. Адже головне — це книги. Фільми хороші лише настільки, наскільки знайомлять людей з книгами».

## Переклади
Англійською мовою роман було опубліковано вперше у 2006 році. Російською — у 2005 році петербурзьким видавництвом «Амфора» під подвійною назвою «Звонок 3 (Петля)» («Дзвінок 3 (Петля)»), щоб зберегти впізнаваність для читачів. Переклад з японської виконав С. Зубков. Потім роман був перевипущений в збірнику всієї серії «Мир Звонка» («Світ Дзвінка»). Українською мовою роман офіційно не видавався.